# Belgrandiella aulaei
Belgrandiella aulaei е вид коремоного от семейство Hydrobiidae. Видът е застрашен от изчезване.

## Разпространение
Разпространен е в Австрия.